# Yaylıca, Samandağ
Yaylıca là một thị trấn thuộc huyện Samandağ, tỉnh Hatay, Thổ Nhĩ Kỳ. Dân số thời điểm năm 2011 là 2.815 người.